# 26. ožujka
26. ožujka (26. 3.) 85. je dan godine po gregorijanskom kalendaru (86. u prijestupnoj godini).
Do kraja godine ima još 280 dana.

## Događaji
- 1027. – Papa Ivan XIX. okrunio je Konrada II. za rimsko-njemačkog cara.
- 1707. – Prema Zakonu o Uniji (Act of Union 1707), Engleska i Škotska ujedinile su se u Ujedinjeno Kraljevstvo Velike Britanije.
- 1808. – Karlo IV., kralj Španjolske abdicirao je u korist svojega sina Ferdinanda VII.
- 1830. – Objavljena je Mormonova knjiga u Palmyri, u New Yorku.
- 1871. – Francuski predsjednik Louis-Adolphe Thiers je sa svim još poslušnim oružanim snagama, policijom i upraviteljima pobjegao iz Pariza u Versailles. Neposlušni Centralni komitet Nacionalne garde koji je ostao jedina vlast u Parizu svojevoljno je abdcirao i pripremio izbore za pariški komunalni Savjet. Službeni početak Pariške komune.
- 1881. – Tesalija ponovno postaje dijelom Grčke.
- 1881. – Domnitor Karol I. od Hohenzollern-Sigmaringena proglašen je prvim kraljem Rumunjske.
- 1917. – Započela je Prva bitka kod Gaze između britanskih i turskih trupa.
- 1931. – Osnovana bivša švicarska nacionalna zračna kompanija Swissair. Tvrtku je 2005. godine. preuzela Lufthansa.
- 1971. – Proglašavanje neovisnosti Bangladeša (Istočni Pakistan) prouzročilo je građanski rat između pristalica jedne države (Pakistana) i njezine vojske i građana Bangladeša.
- 1995. – Na snagu stupa Schengenski sporazum.
- 1999. – Crv Melissa zarazio je sustave elektroničke pošte diljem svijeta.
- 1999. – Dr. Jack Kevorkian, odvjetnik za suicide uz pomoć liječnika, proglašen je krivim zbog ubojstva akutno bolesnog pacijenta na umoru.
- 2024. – Hrvatska nogometna reprezentacija pobjedom nad Egiptom osvojila ACUD Cup.

| - 1868. – Fuad I., egipatski kralj († 1936.) - 1896. – Andro Vid Mihičić, hrvatski povjesničar umjetnosti i pjesnik († 1992.) - 1903. – Ivo Žic-Klačić, hrvatski književnik († 1973.) - 1911. – Tennessee Williams, američki književnik († 1983.) - 1911. – Bernard Katz, njemački biofizičar († 2003.) - 1942. – Erica Jong, američka književnica - 1945. – Joseph Schlessinger – židovski biokemičar - 1949. – Patrick Süskind, njemački književnik i scenarist - 1962. – Călin Georgescu, rumunjski političar - 1962. – Andrej Lavrov, ruski rukometni vratar - 1968. – Saša Dmitrović, hrvatski knjižar i publicist († 2025.) - 1973. – Larry Page, američki informatičar - 1981. – Jay Sean, britanski pjevač - 2001. – Niko Galešić, hrvatski nogometaš | - 1212. – Sancho I., portugalski kralj (* 1154.) - 1827. – Ludwig van Beethoven, njemački skladatelj (* 1770.) - 1892. – Walt Whitman, američki pjesnik (* 1819.) - 1902. – Cecil Rhodes, britanski političar (* 1853.) - 1942. – Alojzije Mišić, mostarsko-duvanjski biskup (* 1859.) - 1967. – Ervin Šinko, hrvatski književnik (* 1898.) - 1984. – Branko Ćopić, književnik (* 1915.) - 1987. – Eugen Jochum, njemački dirigent (* 1902.) - 2007. – Mihail Uljanov, ruski glumac (* 1927.) - 2016. – Marinko Madžgalj, srbijanski glumac (* 1978.) |

## Blagdani i spomendani
- Dan odvjetnika
- Montan i Maksima

## Imendani
- Emanuel
- Goran